# MintHCM
MintHCM – oprogramowanie do zarządzania kapitałem ludzkim (HCM) oraz rozwoju employee experience (EX). Jest to jedyne oprogramowanie HCM oparte na otwartym kodzie źródłowym – Open Source. System MintHCM jest wciąż w fazie rozwoju. Wokół projektu gromadzi się społeczność zainteresowana rozwiązaniami typu Open Source.
System pomaga w zarządzaniu działaniami związanymi z zasobami ludzkimi, w tym automatyzacją działań administracyjnych.
W 2020 roku funkcja onboardingowa systemu znalazła się na pierwszym miejscu w zestawieniu „The Best 7 Free and Open Source Onboarding Software” na portalu GoodFirms.

## Employee Experience
Employee Experience to zbiór wszystkich wrażeń i doświadczeń pracownika, które zebrał w okresie zatrudnienia poprzez kontakty z innymi pracownikami (podwładnymi, współpracownikami, kadrą kierowniczą oraz przełożonymi).
Koncepcja jest podobna do koncepcji Customer Experiance, która mówi o doświadczeniu konsumenta. Troską o relację klient-firma zajmuje się filozofia Customer Relationship Management, a o relacji pracownik-firma mówi Employee Experience Management.
Employee Experience został podzielony na trzy sfery przez Jacoba Morgana:
- kultura organizacji
- środowisko pracy
- nowe technologie

Kultura organizacji obejmuje misję, wizję i wartość przedsiębiorstwa, a także styl komunikacji oraz jego strukturę, które wpływają bezpośrednio na pracownika.
Środowisko pracy to warunki dotyczące miejsca pracy pracownika – wygląd biura, wiek i płeć współpracowników, system pracy (np. wymagane godziny, elastyczność godzin pracy), benefity itp.
Nowe technologie tworzą wszystkie rozwiązania, do których pracownik ma dostęp. Od Intranetu, sieci społecznościowych, przez dostęp do narzędzi firmowych z prywatnych urządzeń, po jakość sprzętu i ich dostępność. W skład nowych technologii wchodzą także e-szkolenia, webinary i oprogramowanie firmy.

## Historia
Oprogramowanie powstało w 2018 roku na podstawie otwartego kodu źródłowego systemów Customer Relationship Management – SugarCRM oraz SuiteCRM.
Twórcy MintHCM stworzyli system w odpowiedzi na swoje własne potrzeby – zarządzanie działaniami administracyjnymi i problemy w komunikacji wewnętrznej. Ideą jest stworzenie systemu, który odpowie na wszystkie problemy związane z działaniami związanymi z zasobami ludzkimi w innych firmach. Właśnie dlatego podjęto decyzję o tworzeniu oprogramowania w oparciu o Open Source, który umożliwia ciągły rozwój systemu poprzez dodawanie funkcji i ich udoskonalanie, a także szeroką personalizację.

## Funkcje
Działy kadr pełnią funkcję administracyjną i wspólną dla wszystkich organizacji. Organizacje mogą mieć sformalizowane procesy selekcji, oceny i płac. Zarządzanie „kapitałem ludzkim” przekształciło się w niezbędny i złożony proces. Funkcja HR polega na śledzeniu istniejących danych pracowników, które tradycyjnie obejmują osobiste historie, umiejętności, możliwości, osiągnięcia i wynagrodzenie. Aby zmniejszyć ręczne obciążenie pracą tych czynności administracyjnych, organizacje zaczęły elektronicznie automatyzować wiele z tych procesów, wprowadzając specjalistyczne systemy zarządzania zasobami ludzkimi.
Kierownicy HR polegają na wewnętrznych lub zewnętrznych specjalistach IT, którzy opracowują i utrzymują zintegrowany system zarządzania zasobami ludzkimi. Zanim architektury klient-serwer ewoluowały pod koniec lat 80., wiele procesów automatyzacji HR zostało przeniesionych na komputery typu mainframe, które mogły obsługiwać duże ilości transakcji danych. W związku z wysokimi inwestycjami kapitałowymi niezbędnymi do zakupu lub programowania oprogramowania własnościowego, te wewnętrznie opracowane HRMS były ograniczone do organizacji, które posiadały dużą ilość kapitału. Pojawienie się klienta-serwera, dostawcy usług aplikacyjnych i oprogramowania jako usługi (SaaS) lub systemów zarządzania zasobami ludzkimi umożliwiło większą kontrolę administracyjną takich systemów.
MintHCM oferuje następujące funkcje zarządzania zasobami ludzkimi i nie tylko:
- rekrutacja
- opis stanowiska
- employer branding
- onboarding
- profil pracownika
- umiejętności i kompetencje
- historia zatrudnienia
- employee performance
- zarządzanie czasem
- kalendarz
- podróże
- rezerwacja zasobów
- zarządzanie urlopami
- offboarding
- analityka
- administracja
- miejsce pracy

MintHCM jest oparty na otwartym kodzie źródłowym, co oznacza, że łatwo można dokonać zmian z systemie, w tym dodać lub usunąć funkcje i spersonalizować system pod indywidualne potrzeby użytkownika.